# ژولین فرانسوا
ژولین فرانسوا (انگلیسی: Julien François؛ زادهٔ ۲۱ سپتامبر ۱۹۷۹) بازیکن فوتبال اهل فرانسه است.
از باشگاه‌هایی که در آن بازی کرده‌است می‌توان به باشگاه فوتبال متس و باشگاه فوتبال لو آور اشاره کرد.